# AlpS
Das alpS – Centre for Climate Change Adaptation (Zentrum für Naturgefahrenmanagement, kurz: alpS) ist ein universitätsnahes, international tätiges Ingenieur- und Beratungsunternehmen, das Betriebe, Kommunen und Länder in ihrer nachhaltigen Entwicklung und im Umgang mit Folgen, Chancen und Risiken des Klimawandels, stärkt. Als Forschungs- und Beratungszentrum mit Sitz in Innsbruck forscht, entwickelt, berät und kommuniziert alpS vor allem zu Risiken und Chancen des Klimawandels sowie zur Klimawandelanpassung in Gebirgsräumen.

## Geschichte
Gegründet wurde das Kplus-Zentrum alpS-Centre for Natural Hazard Management im Oktober 2002, anlässlich der Lawinenkatastrophe von Galtür. Trägergesellschaft war die alpS-Zentrum für Naturgefahrenmanagement GmbH als Joint-Venture der Universität Innsbruck, der BOKU Wien, der Österreichischen Akademie der Wissenschaften und regionaler Energiewirtschaft. Der inhaltliche Schwerpunkt lag in der Erforschung von Naturgefahren sowie der Entwicklung entsprechender Lösungen zum optimierten Umgang (Management) mit diesen. Die siebenjährige Kplus-Förderphase begann am 1. Oktober 2002 und endete zum 30. September 2009.
Mit Auslaufen der Kplus-Phase konnte sich das alpS-Zentrum nach einer sechsmonatigen Zwischenfinanzierung (1. Oktober 2009 bis 31. März 2010) erfolgreich in der zweiten COMET-Zentren-Ausschreibung der österreichischen Bundesregierung bewerben und war von 2010 bis 2017 ein K1-Zentrum im Rahmen dieses Forschungsförderungsprogramms des Bundes.
alpS-Forschung besteht im Wesentlichen aus dem COMET-geförderten K1-Zentrum alpS – Centre for Climate Change Adaptation sowie Forschungsprojekten, die durch Förderprogramme finanziert werden (K-Projekte). Daneben besteht seit dem Jahr 2007 eine privatwirtschaftliche Beratungstätigkeit. Derzeit befindet sich alpS in der zweiten Förderphase des laufenden insgesamt siebenjährigen K1-Förderzyklus, die am 31. März 2017 endete.

## Organisation
Gesellschafter ist seit der Umstrukturierung nach auslaufen der COMET-Förderung 2018 die Leopold-Franzens-Universität Innsbruck zu 100 %.
Als kaufmännischer und wissenschaftlicher Geschäftsführer fungierte von 2002 bis 2018 der Hydrogeologe Eric Veulliet, als wissenschaftlicher Leiter der Geograph Johann Stötter. Aktueller Geschäftsführer ist Alexander Knapp. 

### Kooperationen
Enge Zusammenarbeit besteht neben den Gesellschaftern mit Behörden wie dem Zivil- und Katastrophenschutz des Landes Tirol und den Tiroler Gemeinden, wie auch Forschungsverbünden im Rahmen der Alpenkonvention.

## Tätigkeit und Arbeitsfelder
Das alpS-Zentrum gliedert sich in die Bereiche alpS-Forschung und alpS-Beratung.
alpS bietet Expertise um Klimawandel, Klimawandelanpassung und Nachhaltigkeit in den Themenbereichen Land, Wasser und Energie, insbesondere zu:
- Energie und Infrastruktur
- Tourismus
- Landnutzung und Ressourcen
- Naturgefahren- und Risikomanagement
- Land- und Forstwirtschaft
- Kommunikation und Bewusstseinsbildung
- Nachhaltige Gemeinde- und Regionalentwicklung

### Forschung – alpS Research

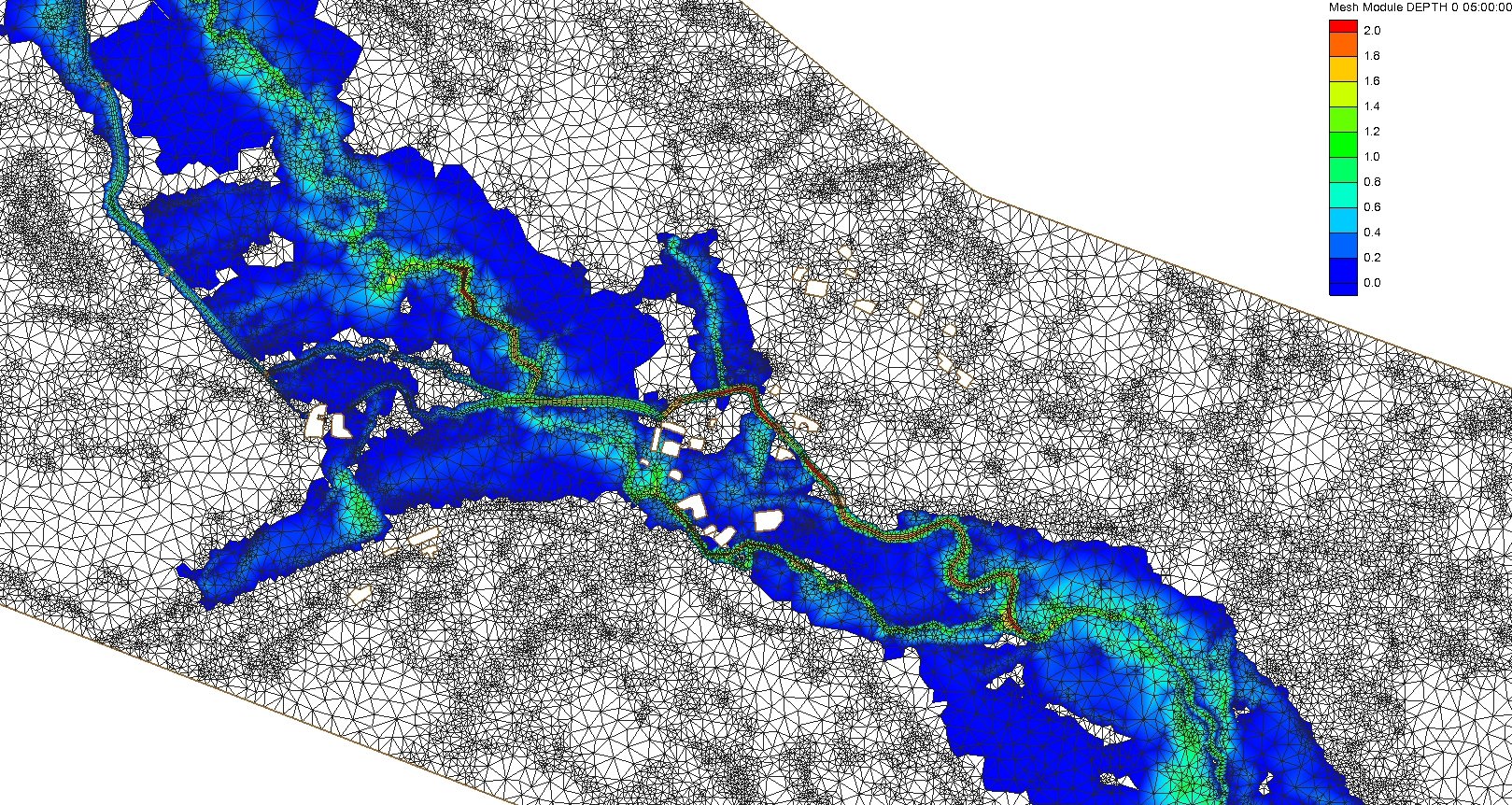
Modellierung

Als Trägerin des K1-Zentrums forscht alpS zu Folgen, Chancen und Risiken des globalen Klimawandels für regionale und lokale Mensch-Umwelt-Systeme. alpS-Klimawandel-Anpassungsforschung in Gebirgsräumen erfolgt inter- und transdisziplinär in den Bereichen Land, Wasser und Energie. Im Zentrum der Forschung stehen Risikomanagement und nachhaltige Entwicklung von Gebirgsregionen. Das Forschungskonzept folgt dabei dem alpS-CCA-Cycle (Climate Change Adaptation-Cycle).
- ClimPact – Erfassung der Klimawandelauswirkungen
- ClimRisk – Analyse von Gefahren und Chancen
- ClimFit – Entwicklung geeigneter Anpassungsstrategien und -technologien
- ClimCom – Bewusstseinsbildung und Kommunikation
- ClimAct – Implementierung von Maßnahmen, Monitoring, Evaluierung

alpS entwickelt Technologien und Strategien zur nachhaltigen Anpassung an den Klimawandel, wie Innovationen für Prognose- und Monitoring-Systeme zur Vorbeugung von Naturkatastrophen, Werkzeuge für Risikomanagement, Konzepte zur angepassten Landnutzung, Wasser- und Forstwirtschaft und Ähnliches.
alpS-Projekte widmen sich sowohl der angewandten Forschung als auch der Entwicklung und Implementierung von Anpassungsmaßnahmen.

### Beratung – alpS Beratung
Die alpS-Beratung berät Institutionen und Unternehmen auf Basis ihrer wissenschaftlichen Expertise. Die Kernkompetenzen in der alpS-Beratung sind anwendungsorientierte Lösungen im Bereich Risikomanagement, Nachhaltigkeit und Energieentwicklungsplanung für Kommunen und Regionen. Mit der Softwarelösung ORTIS hat alpS ein Instrument entwickelt, das Anwendern und Nutzern in Gebietskörperschaften und Unternehmen Informationsmengen und komplexe Methoden im Risikomanagement nutzbar machen soll. So wurde der Zivil- und Katastrophenschutz des Landes Tirol und insbesondere die Osttiroler Stadt Lienz 2011 für ihre – auf der alpS-Lösung aufbauenden – durchgeführten kommunalen Risikoanalysen von den Vereinten Nationen (UNISDR – The United Nations Office for Disaster Risk Reduction) im Rahmen der globalen Kampagne Making Cities Resilient: My City is Getting Ready als weltweites Vorbild ausgezeichnet.
Außerdem wird eine Beratung zu ganzheitlicher Gemeindeentwicklung und Kommunikation sowie Training angeboten.